# 瑞氏海菊蛤
瑞氏海菊蛤（学名：Spondylus wrightianus），是莺蛤目海菊蛤科海菊蛤属的一种。主要分布于中国大陆，常栖息在潮下带46－107米左右的泥质沙浅海底，以右壳顶部固着在岩石或珊瑚礁上。